# Konståkning vid olympiska vinterspelen 1924 – Singel herrar
- 29 januari och 30 januari 1924

Det var elva deltagare från nio nationer. Gillis Grafström försvarade sitt OS-guld från 1920.

## Medaljer
| Gren          | Guld                   | Silver            | Brons                  |
| Singel herrar | Gillis Grafström (SWE) | Willy Böckl (AUT) | Georges Gautschi (SUI) |

## Resultat
| Plats | Utövare          | Stilpoäng |
| ----- | ---------------- | --------- |
| 1     | Gillis Grafström | 367,89    |
| 2     | Willy Böckl      | 359,82    |
| 3     | Georges Gautschi | 319,07    |
| 4     | Josef Slíva      | 310,79    |
| 5     | John Page        | 295,29    |
| 6     | Nathaniel Niles  | 274,46    |
| 7     | Melville Rogers  | 269,82    |
| 8     | Pierre Brunet    | 268,61    |
| 9     | Freddy Mésot     | 266,18    |
| 10    | Herbert Clarke   | 219,75    |
| 11    | André Malinet    | 202,46    |

Huvuddomare:
- Alexander von Szabo de Bucs

Domare:
- Francis Pigueron
- Louis Magnus
- Hynek Kott
- J.G. Künzli
- Herbert Yglesias
- Josef Fellner
- Ernst Herz